# Татяна Табакова
Татяна Табакова е български учен, доктор на науките, професор, която работи в Института по катализ към Българската академия на науките и неегов заместник-председател в близкото минало. Нейните научни интереси включват синтез и подбор на хетерогенни катализатори, синтез, охарактеризиране и приложение на наноразмерни златни катализатори, структура и каталитична активност, катализ за опазване на околната среда - получаване на чист водород, окисление на СО и летливи органични съединения и механизми на хетерогенни каталитични реакции.
Послучай деня на народните будители през 2020 г. тя е удостоена с наградата за съществен индивидуален принос за оформяне на H-индекса на БАН 
Има публикации в редица български и чуждестранни научни списания. Има публикувана книга „Environmental Catalysis over Gold-Based Materials: RSC (RSC Catalysis Series)“ през 2013 г.